# E015
|  | No s'ha de confondre amb E15. |

La ruta europea E015 és una carretera que forma part de la Xarxa de carreteres europees. Comença a Taskesken (Kazakhstan) i finalitza a Bakhty (Kazakhstan). Té una longitud de 280 km. Té una orientació de nord a sud.